# Хромосома 5 (людина)

Ідіограма 5-ї хромосоми людини

Хромосома 5 — одна з 23 пар хромосом людини. За нормальних умов у людей дві копії цієї хромосоми. 5-та хромосома має в своєму складі 181 млн пар основ або 6 % від загальної кількості нуклеотидів в ДНК клітин. Хромосома 5 — одна з найбільших, проте має найменшу густину генів, що розташовані на ній. Це явище може бути пояснено наявністю некодуючих консервативних ділянок в 5 хромосомі, подібних до схожих ділянок у хребетних нессавців.
Ідентифікація генів кожної хромосоми є пріоритетним напрямком наукових досліджень в генетиці. Проте дослідники застосовують різні підходи щодо визначення кількості генів в кожній хромосомі, внаслідок цього дані щодо їх кількості демонструють різні цифри. Це також стосується і хромосоми 9, в якій налічують від 900 до 1300 генів.

## Гени
Найбільш вивченими генами, що розташовані в хромосомі 5, є наступні:

### Плече p
- ANXA6 — білок
- CTNNA1 — білок
- CTNND1 — дельта-катенін
- EGFLAM — пікачурин, білок стрічкових синапсів сітківки ока
- LPCAT1 — лізофосфатидилхолінацилтрансфераза
- MTRR — редуктаза 5-метилтетрагидрофолат-гомоцистеїн-метилтрансферази
- NIPBL
- RARS
- SRD5A1 — 5-альфа-редуктаза 1
- TERT

### Плече q
- ADAMTS2 — ADAM-металопептидаза з тромбосподином типу 1
- APC — аденоматозний поліпоз кишки
- CD14 — субодиниця ліпополісахарид-розпізнаючого комплекса
- C5orf22
- C5orf24
- CSF2 — Гранулоцитарно-макрофагальний колонієстимулючий фактор
- DRD1 — D1-рецептор дофаміна
- DTDST
- EGR1
- ERCC8
- FGFR4 — рецептор фактора росту фібробластів 4
- FTMT — мітохондриальний феритин
- GABRB2 — бета-2-субодиниця ГАМК-А-рецептора
- GM2A — GM2-активатор гангліозиду
- HEXB — гексамінідаза B (бета-поліпептид)
- IL3 — інтерлейкін-3
- IL5 — інтерлейкін-5
- ITGA1 — глікопротеїн з надродини інтегринів
- ITGA2 — глікопротеїн з надродини інтегринів
- MASS1
- MCCC2 — метилкротоноїл-коензим А карбоксилази 2 (бета)
- NAIP — Nod-подібний рецептор
- NR3C1 — Глюкокортикоїдний рецептор
- NSD1 — протеїновий корегулятор транскрипції
- OCLN
- SLC22A5
- SLC26A2
- SMN1
- SMN2
- SNCAIP — синфілін (білок, що взаємодіє з α-синуклеїном)
- TGFBI — ТФР-β-індукований білок, кератоепітелін; пов'язаний з дистрофією рогівки
- TCOF1
- TICAM2
- FGF1 — фактор росту фібробластів 1

## Хвороби та розлади
- GM2-гангліозидоз в AB-варианті
- Ателостеогенез типа 2
- Ахондрогенез типа 1В
- Хвороба Паркінсона
- Хвороба Сандхоффа
- Гомоцистінурія
- Дефіцит 3-метилкротоніл-КоА-карбоксилази
- Гранулярна дистрофія рогівки тип 1
- Діастрофічна дисплазія
- Дистрофія мембрани Боумена тип 1
- Нікотинова залежність
- Первинний дефіцит карнітину
- Множинна епіфизарна дисплазія
- Родинний аденоматозний поліпоз
- Синдром Кокейна тип A
- Синдром Корнелії де Ланге
- Синдром кошачого крику
- Синдром Сотоса
- Синдром Тричера Коллінза
- Синдром Ушера тип 2C
- Синдром Елерса-Данлоса с дерматоспараксисом (тип 7C)
- Спінальна м'язова атрофія